# Lourosa (Santa Maria da Feira)
Lourosa ist eine Gemeinde und Stadt im Kreis von Santa Maria da Feira des Distrikts Aveiro. Der Ort gehört zur Unterregion Entre Douro e Vouga in der portugiesischen Region Norte. Die Gemeinde hat eine Fläche von 5,8 km² und 8003 Einwohner (Stand 19. April 2021).

## Der Name Lourosa
Der Legende nach setzt sich der Namen aus dem Wort „Louro“ (port. für Lorbeer), der dort häufig anzufinden war, und dem Namen eines hübschen Mädchens „Rosa“, das dort lebte. Im Laufe der Jahre entwickelte sich daraus Lourosa. Eine weitere Quelle des Namens wird ebenfalls im Begriff Lorbeer gesehen; hier im Wortstamm der Pflanze Lorbeerbaum O Laureiro, das wiederum im römischen Latein Laurus geschrieben wird und dadurch Lourosa wurde.

## Geschichte
Der Ort wurde 1009 erstmals urkundlich erwähnt und bildete damit bereits vor der Gründung des Königreichs Portugal 1128 ein vorhergehendes, eigenes Condado Portucalense (dt. Portugiesische Grafschaft) in den Jahren 1095/1096.
Die bisherige Aldeia wurde am 25. September 1985 zur Vila (Kleinstadt) und am 19. April 2001 zur Cidade (Stadt) erhoben.

## Söhne und Töchter der Gemeinde
- Tonel (* 1980), Fußballspieler
- Ivo Pinto (* 1990), Fußballspieler